# WWE Superstar Spectacle
WWE Superstar Spectacle war ein professionelles Wrestling-TV-Special und Livestreaming-Event, das von WWE produziert wurde. Darin waren Wrestler aus den Brands Raw, SmackDown und NXT der Promotion vertreten. Die Veranstaltung wurde am 22. Januar 2021 aufgezeichnet und am 26. Januar zum Tag der Republik Indien ausgestrahlt. Die Veranstaltung wurde speziell für den indischen Markt von WWE als Teil ihres Fünfjahresvertrags mit Sony Pictures Networks India produziert. Die Veranstaltung beinhaltete auch Elemente der traditionellen und zeitgenössischen indischen Kultur und ging vom WWE ThunderDome aus, der im Tropicana Field in St. Petersburg, Florida, stattfand.
Bei der Veranstaltung wurden fünf Matches bestritten. Im Main Event Match besiegten WWE Champion Drew McIntyre und The Indus Sher (Rinku und Saurav) The Bollywood Boyz (Samir Singh und Sunil Singh) und den zurückkehrenden Jinder Mahal. An der Veranstaltung nahmen auch 10 indische Wrestler aus dem WWE-Entwicklungssystem teil. Das Unternehmen gab später bekannt, dass 20 Millionen Menschen die Veranstaltung live verfolgt hätten.

## Ergebnisse
| Matchart                 | | Zeit |
| ------------------------ | --- | ---- |
| Singles Match            | Finn Balor bes. Guru Raaj                                                                                          | 7:08 |
| Eight Man Tag Team Match | Dilsher Shanky, Giant Zanjeer, Rey Mysterio & Ricochet bes. Cesaro, Dolph Ziggler, King Corbin & Shinsuke Nakamura | 6:25 |
| Singles Match            | AJ Styles (mit Omos) bes. Jeet Rama                                                                                | 9:13 |
| Tag Team Match           | Charlotte Flair & Sareena Sandhu bes. Bayley & Natalya                                                             | 6:06 |
| Six Man Tag Team Match   | Drew McIntyre & Indus Sher (Rinku & Saurav) bes. Jinder Mahal & The Bollywood Boyz Samir Singh & Sunil Singh       | 9:03 |